# Enthusia Professional Racing
Enthusia Professional Racing è un videogioco della Konami per PlayStation 2 uscito nel 2005. In questo videogioco si gareggia con auto da strada in circuiti originali, a parte il circuito giapponese Tsukuba e il famoso Nürburgring. Le modalità sono: gara libera, sfida a tempo, sfida uno contro uno, Enthusia Life, Driving Revolution.
Nella modalità Enthusia Life, una specie di carriera, si gareggia una volta alla settimana per scalare una classifica di 1000 piloti e per ottenere nuove auto. Ogni gara ha un coefficiente di difficoltà che dipende dalla velocità della propria auto e da quella dei rivali. Per guadagnare punti Enthu e scalare la classifica si deve guidare in modo pulito e corretto. Se i punti Enthu vengono esauriti per una settimana non si può gareggiare.